# Teinobasis aluensis
Teinobasis aluensis – gatunek ważki z rodziny łątkowatych (Coenagrionidae). Występuje na archipelagu Wysp Salomona.